# Peztronauta
Peztronauta (en portugués: Peixonauta) es una serie animada infantil brasileña creada por Célia Catunda y Kiko Mistrorigo y producida por las empresas TV PinGuim, Tooncan, y Entertainment One.
La serie fue estrenada en Hispanoamérica el 20 de abril de 2009 en el canal Discovery Kids obteniendo bastante éxito. En el mercado internacional de la serie se comercializa bajo los nombres de Peztronauta (español) o Fishtronaut (inglés). Después con éxito de TV, Peztronauta también ganó un juego llamado "Peixonauta da TV para o Teatro" (en español: Peztronauta de la TV para el teatro), cuyo estreno tuvo lugar el 20 de octubre de 2011, en Río de Janeiro y en 2013 en Hispanoamérica. El 8 de febrero de 2014 se estrenó en Discovery Kids la película: Peixonauta: Agente Secreto da O.S.T.R.A (en español : Peztronauta: Agente secreto) y en 2020 salió la segunda película Peixonauta: O Filme (en español: Peztronauta: La Película).

## Argumento
La serie se centra en el pantano, con el agente Peztronauta, un pez con un traje similar al de un astronauta que puede volar y respirar fuera del agua. Él es un detective profesional que con sus amigos (Marina y Zico) desentrañarán los misterios que ocurren a través de una POP, una bola mágica y colorida que siempre envía pistas a los protagonistas a resolver un problema, cuando logran resolver el caso, se les da una recompensa.

## Personajes

### Principales
- Peztronauta (en portugués: Peixonauta, voz en español por Adrián M. Cu Salazar): Es un súper agente, un pez dorado con traje de astronauta, es el principal de la serie y puede resolver cualquier tipo de casos con la ayuda de la POP y sus amigos.

- Marina (voz en español por Miriam Aguilar, conocida como MAO): Es la mejor amiga de Peztronauta y Zico y nieta del Doctor Jardín, es una niña castaña de 8 años de edad. Se emociona cuando llega una POP. En El Caso del Juicio, lleva una gorra púrpura, que aparecen solamente en ese capítulo.

- Zico (voz en español por Cristian Lizama): Es un mono divertido y algo terco es su forma de actuar, este siempre acompaña a Marina y Peztronauta en misiones.

### Secundarios
- Feliciano (en portugués: Chumbo Feliz, voz en español por Alexis Quiroz en la serie y Mario Olguín en la película): Es un pez verde muy sabio. Reside en el fondo de la cueva, en un lugar callado y tranquilo.
- Rosa (voz en español por Daniela Palaveccino): Es un pez rosa la cual es compañera de Peztronauta.
- Pedro (voz en español por Felipe Waldhorn) y Juan (en portugués: Juca, voz en español por Rodrigo Saavedra): Son los primos de Marina, dos gemelos que ayudan algunas veces a Peztronauta a resolver un misterio.
- Don Fermin o Doctor Jardín (en portugués: Dr. Jardim, voz en español por Mario Santander en la serie y Gabriel Barraza en la película): Es el cuidador del parque y el abuelo de Marina, Julia, Pedro, Juan, y Eduardo.
- Doctor Takeshi: Es un científico japonés. Aparece en El Caso del Día que era Noche y en El Caso del Fin del Mundo.
- Pececillo Mentiroso: Es un pequeño pez. Aparece por primera vez en El Caso de Feliciano simulando ser Feliciano diciendo que lo hechizó una bruja, y reaparece como personaje central en El Caso del Pececillo Mentiroso.
- Julia: Es la prima de Marina. Tiene piel oscura y usa un atuendo todo naranja. Aparece dos veces en El caso de los perritos y El caso del color amarillo.
- Narizota: Es un mono násico un poco torpe pero simpático, aparece por primera vez en el capítulo El Caso del Mono Narigón y reaparece en El caso del nuevo amigo y El Caso del Pececillo Mentiroso.
- Ermy: Es un cangrejo ermitaño, aparece en El caso del cumpleaños sorpresa, donde Peztronauta lo ayuda a conseguir un nuevo caracol, ya que el que tenía antes ya le quedaba chico.
- Eduardo (voz en español por René Pinochet): Aparece en el episodio El caso de la comida equivocada, es un primo de Marina, recolectaba ingredientes para un pastel, pero le daba zanahorias a las gallinas.
- Abayomi: Es un niño nativo. Aparece por primera vez en el episodio El caso del pequeño indio y reaparece en El Caso de las Aves amarillas.
- Los murciélagos: Nuevos animales, 21 machos y 20 hembras.
- Samira: Es una amiga de Marina, viene de Arabia, aparece en el episodio El caso del río que desapareció.
- Margarita: Es la lechuza, aparece en El caso de la noche de los fantasmas, y reaparece en El caso de la lluvia de piedras.

## Producción
Sitio oficial: peixonauta.uol.com.br
- Estudio: TVPinGuim y Tooncan
- Coproducción: Discovery Kids
- Distribución: Breakthrough Entertainment / Millimages
- Creación y Dirección: Celia Catunda y Kiko Mistrorigo
- Producción: Celia Catunda, Kiko Mistrorigo y Ricardo Rozzino
- Dirección de Animación: Marcia Aleví
- Música: Paulo  Tatit
- Ciudad: Camino a Coronel Parque Alessandri (Coronel)

- Datos: Q3281725